# Zero procent
Zero Procent – zespół rockowy założony jesienią 1999 roku w Żarowie.

## Historia
Założycielami zespołu byli Mateusz Koliński (perkusja) i Krzysztof Brzeziński (instrumenty klawiszowe). Wraz z wokalistką Sabiną Szydło i gitarzystą Pawłem Sierakowskim po raz pierwszy wystąpili w ŻOK-u (7.I 2000 r.) podczas „Wielkiej Orkiestry Świątecznej Pomocy”. Zagrali wówczas trzy utwory. Swój pierwszy sukces kapela odnotowała w czerwcu 2000 r. zdobywając I miejsce na III Przeglądzie Młodych Talentów Żarów 2000. Kolejny sukces, to wyróżnienie podczas Dolnośląskich Spotkań Muzyków Rockowych „Złota Struna” w Piławie Górnej (październik 2000 r.). Występowali również podczas koncertu z okazji „Światowego Dnia Walki z AIDS” w Świdnickiej Baszcie (1.XII 2000 r.). Wtedy to, brzmienie muzyczne zespołu zostało wzbogacone o gitarę basową, na której rozpoczął grę Chris.
Od tamtej pory zespół przeszedł wiele zmian w składzie, głównie na stanowisku wokalisty. Od 2004 roku do dziś wokalistą zespołu jest Kamil Franczak. Mieszkaniec Nysy, wokalista studia wokalnego działającego pod kierownictwem mgr Romana Hudaszka (muzyka, pianisty, kompozytora m.in. Rudiego Schubertha, Zbigniewa Wodeckiego). Kamil Franczak jest laureatem wielu festiwali, a w 2005 roku wziął udział w IV edycji programu Idol i dotarł do półfinału. W kwietniu 2006 roku zespół rozpoczął współpracę z niezależną firmą fonograficzną Equilibrecords i podpisał kontrakt na wydanie dwóch utworów na składance We’ll rock your mind up (wrzesień 2007). Rezultatem tej współpracy był kontrakt na wydanie płyty długogrającej Zero Procent. Album został wydany w maju 2007 roku i nosi nazwę Zero Procent – Inevitable.
W marcu 2010 roku zespół pomyślnie przeszedł eliminacje do programu TVP 1 „Śpiewaj i walcz”, Wykonując własne aranżacje coverów Czesława Niemena – „Sen o Warszawie”, Skaldów – „Prześliczna wiolonczelistka”, Maanamu – Cykady na cykladach i znalazł się w finałowej szesnastce walczącej o zagranie na koncercie debiutów w Opolu. Pomyślnie przechodząc kolejne etapy programu znaleźli się w szóstce, która we wrześniu 2010 r. wystąpiła na 47. Krajowym Festiwala Piosenki Polskiej. Zespół ZERO PROCENT wywalczył tam I wyróżnienie w kategorii „Debiuty Opolskie 2010”.
Po sukcesie na KFPP formacja pracowała nad polskojęzyczną płytą „Nieuniknione” w studiu Marka Kościkiewicza pod okiem realizatora Chrisa Aikena. Marek Kościkiewicz był producentem muzycznym płyty. Wydawnictwem krążka zajęła się firma M.I.V Production, założona przez basistę grupy, a dystrybucją Fonografika.
Płyta została wydana 23 czerwca 2012 roku. Pierwszym singlem z płyty był utwór „Ona To Wie”, do którego teledysk zrealizowała Grupa 13.
Zespół zawiesił działalność na początku 2014 roku z powodu wcześniejszej rezygnacji wokalisty.
Daniel Urbaniak – gitara, Krzysztof Brzeziński – bass, Maciej Magoch – perkusja, w lipcu 2013 roku wraz z wokalistą Michałem „Miśkiem” Kulniewem założyli nowy zespół o nazwie DITROIT.

## Skład
- Kamil Franczak (Franiu) – śpiew
- Daniel Urbaniak (Dada) – gitara
- Krzysztof Brzeziński (Chris) – gitara basowa
- Maciej Magoch (Max) – perkusja

### Byli członkowie
- Paweł Sierakowski (Pablo) (1999 - 2019) – gitara
- Mateusz Koliński (Matt) (1999 - 2007) – perkusja
- Michał Krasuski (Suski) (2003 - 2005) – gitara
- Kamila Juda (2002 - 2003) – śpiew
- Agnieszka Kamocka (2001 - 2002) – śpiew
- Sabina Szydło (1999 - 2000) – śpiew

## Dyskografia

### Albumy
- Inevitable (2007)[8]
- Nieuniknione (2012)[9][10]

### Single
- Nie zobojętniej (2019)[11]
- Szaleniec (2019)[12]
- Before you start (2007)[13]
- Przerwany sen (2009)
- Czy to zbyt wiele (2009)[14]
- Ona to wie (2011)[7]
- Nieuniknione (2012)[15]
- Bo w nas siła (2012)[16][17]
- Nie powiem (2012)[18]

### Składanki
- We’ll rock your mind up (wrzesień 2006)[19]
- Rockowa.pl (czerwiec 2009)